# トウゴマ
トウゴマ（唐胡麻、学名：Ricinus communis）は、トウダイグサ科トウゴマ属の多年草。別名、ヒマ（蓖麻）。
種子から得られる油はひまし油（蓖麻子油）として広く使われており、種にはリシン (ricin) という毒タンパク質がある。
属名の Ricinus はラテン語でダニを意味しており、その名のとおり果実は模様と出っ張りのため、ダニに似ている。トウゴマは栽培品種が多くあり、その植生や形態は個体によって大きく変化し、あるものは多年生で小さな木になるが、あるものは非常に小さく一年生である。葉の形や色も多様であり、育種家によって分類され、観葉植物用に栽培されている。
リンネの『植物の種』(1753年) で記載された植物の一つである。

## 特徴
一属一種。原産は、東アフリカと考えられているが、現在では世界中に分布している。公園などの観葉植物として利用されることも多い。
種子は40-60%の油分を含んでおり、主にリシノリンなどのトリグリセリドを多く含むほか、毒性アルカロイドのリシニンも含む。
トウゴマの種は、紀元前4000年頃につくられたエジプトの墓所からも見つかっている。ヘロドトスや他のギリシャ人旅行者は、ひまし油を灯りや身体に塗る油として使用していたと記述している。インドでは紀元前2000年頃からひまし油を灯りや便秘薬として使用していたと記録されている。中国でも数世紀にわたって、内用・外用の医薬品として処方されている。日本では、ひまし油は日本薬局方に収録されており、下剤として使われる。ただし、猛毒であるリシンが含まれているため、使用の際は十分な注意が必要である。特に妊娠中や生理中の女性は使用してはならない。また、種子そのものを口にする行為はさらに危険であり、子供が誤食して重大事故が発生した例もある。
第二次世界大戦後には、長野県でトウゴマからポマードを製造していた記録がある。

## 生産
現在、トウゴマは世界で年間約100万トン生産されており、主な生産地はインド、中国、ブラジルである。これらの国々では活発な生産計画が実施されている。